# 科特 (愛荷華州)
科特（英語：Cotter）是一個位於美國愛荷華州路易莎縣的城市。

## 地理
科特的座標為41°17′32″N 91°28′02″W / 41.29222°N 91.46722°W，而該地的平均海拔高度為217米（即712英尺）。

## 人口
根據2010年美國人口普查的數據，科特的面積為0.65平方千米，當中陸地面積為0.65平方千米，而水域面積為0.00平方千米。當地共有人口48人，而人口密度為每平方千米73人。